# 铅锌镇
铅锌镇，是中华人民共和国四川省凉山彝族自治州会东县下辖的一个乡镇级行政单位。

## 行政区划
铅锌镇下辖以下地区：
铅锌路社区、油房村、新六村、联合村、迎春村、竹色村、骆龙村、柏家村、田尾村和芦河村。